# مريديث مالوري
مريديث مالوري (بالإنجليزية: Meredith Mallory)‏ هو محامي وضابط وقاضي وسياسي أمريكي، ولد في 31 يناير 1781 في الولايات المتحدة، وتوفي في 22 سبتمبر 1855 في باتافيا في الولايات المتحدة. حزبياً، نشط في الحزب الديمقراطي. وقد انتخب عضو جمعية ولاية نيويورك وانتخب عضو مجلس النواب الأمريكي.